# Catapilla
Catapilla est un groupe britannique de rock progressif, originaire de Londres, Angleterre. Actif dans les années 1960 et la première moitié des années 1970, le groupe compte deux albums studio au label Vertigo Records. Les leaders du groupe sont Anna Meek et le saxophoniste Robert Calvert. Bien que créatif, le groupe est dissout peu après la sortie de son second album.

## Biographie
Le groupe est formé à la fin des années 1960 à Londres. Il est alors constitué de Malcolm Frith à la batterie, Dave Taylor à la basse, Graham Wilson à la guitare et Hugh Eaglestone, Robert Calvert et Thierry Rheinart aux vents. Joe Meek est le premier chanteur.
Le manager de Black Sabbath, Patrick Meehan, produit le premier album du groupe auquel Anna Meek participe. La couverture de Catapilla rappelle la pomme des Beatles mangée par une chenille.
Après la sortie de son album, le groupe part en tournée mais Eaglestone, Frith, Rheinart et Taylor sont remplacés par Briand Hanson (batterie), Ralph Rolinson (claviers) et Carl Wassard (basse). Ainsi recomposé, le groupe sort son second album, Changes. Ce dernier est considéré comme le travail le plus abouti du groupe et a une grande influence sur les musiciens de l’époque même s’il n’est pas un succès commercial. Un peu plus tard, le groupe est dissous.
Calvert jouera dans les groupes associés à Gong, The Invisible Opera Company of Tibet et Mother Gong avec Daevid Allenet Gilli Smyth. Taylor formera le groupe Liar avec Clive Brooks, ex-batteur de Egg

## Membres
- Malcolm Frith - batterie
- Dave Taylor - basse
- Graham Wilson - guitare
- Joe Meek - chant
- Hugh Eaglestone - saxophone
- Robert Calvert - saxophone
- Thierry Rheinhart - bois
- Anna Meek - chant
- Bryan Hanson - batterie
- Ralph Rolinson - claviers
- Carl Wassard - basse

## Discographie
- 1971 : Catapilla
- 1972 : Changes